# Elacatinus nesiotes
Elacatinus nesiotes är en fiskart som beskrevs av William A. Bussing, 1990. Elacatinus nesiotes ingår i släktet Elacatinus och familjen smörbultsfiskar. IUCN kategoriserar arten globalt som sårbar. Inga underarter finns listade i Catalogue of Life.